# Конститусьйон (Чилі)
Конститусьйон (ісп. Constitución) — місто в Чилі. Адміністративний центр однойменної комуни. Населення — 33914 осіб (2002). Місто і комуна входить до складу провінції Талька і регіону Мауле.
Територія — 1 344 км². Чисельність населення — 46 068 мешканця (2017). Щільність населення — 34,3 чол./км².

## Розташування
Місто розташоване за 69 км на захід від адміністративного центру регіону міста Талька, при впаданні в Тихий океан річки Мауле.
Комуна межує:
- на північному сході — з комуною Курепто
- на сході — з комуною Пенкауе
- на південному сході — з комуною Сан-Хав'єр-де-Ланкомілья
- на півдні — з комунами Чанко, Емпедрадо

На заході комуни розташований Тихий океан.